# Миттс, Хизер
Хизер Миттс Фили  (англ. Heather Mitts Feeley; род. 9 июня 1978, Цинциннати, Огайо), до замужества — Хизер Блейн Миттс (англ. Heather Blaine Mitts) — американская футболистка, защитник женской сборной США. Олимпийская чемпионка 2004, 2008 и 2012 годов, серебряный призёр чемпионата мира 2011 года.

## Биография

### Ранние годы
Хизер Миттс родилась и выросла в Цинциннати, штат Огайо. Её отец — кардиохирург Дон Миттс, в Университете Кентукки играл в баскетбол под руководством Адольфа Раппа. Мать Хизер, Джен Пек, является её личным тренером. Миттс училась в академии Святой Урсулы, играла за школьную футбольную команду, которой в 1993 году помогла выиграть чемпионат штата. Также она дважды становилась чемпионкой Огайо в составе детской команды Цинциннати, дважды её включали в символические сборные штата среди школьников. В 1996 году Миттс получила спортивную стипендию во Флоридском университете. В составе университетской команды она в 1998 году выиграла студенческий футбольный чемпионат США, в 1998 году была включена в третью символическую сборную США среди студенток, а в 1999 году — в первую. Миттс окончила университет в 2000 году, став специалистом в области рекламы.

### Клубная карьера
После окончания колледжа Миттс выступала за клуб «Тампа-Бэй Экстрим» из W-Лиги. В 2001 году прошёл первый розыгрыш чемпионата Объединённой женской футбольной ассоциации (WUSA), в котором Миттс выступала за команду «Филадельфия Чардж». В 2003 году она участвовала в матче звёзд WUSA. В том же году лига прекратила существование. В 2005 году Миттс вновь выступала в W-Лиге, на этот раз за клуб «Централ Флорида Краш».
После создания новой лиги WPS Митт была выбрана клубом «Бостон Брейкерс», за который выступала в течение сезона 2009. В 2010 году она подписала контракт с дебютантом лиги, клубом «Филадельфия Индепенденс», за который также провела один сезон. В 2011 году Миттс выступала за команду «Атланта Бит».

### Карьера в сборной
За женскую сборную США Хизер Миттс провела свыше 100 матчей. Её дебют на международном уровне состоялся 24 февраля 1999 года в матче с командой Финляндии. Она также выступала за молодёжную сборную США, в составе которой выиграла Северный Кубок 1999 года. В 2004 году Миттс в качестве основного игрока сборной стала олимпийской чемпионкой. В 2007 году она вынуждена была пропустить чемпионат мира из-за травмы. В 2008 году она вновь стала олимпийской чемпионкой. В 2011 году Миттс помогла сборной США завоевать серебряные медали чемпионата мира. В 2012 году Миттс стала олимпийской чемпионкой в третий раз.

## Личная жизнь
Миттс долгое время встречалась с квотербеком НФЛ Эй Джеем Фили (род. 1977), в феврале 2010 года они поженились. В 2014 году у пары родился сын Коннор, а в 2016 году — дочь Блейк Харпер.